# Gorch Fock (skib fra 1958)
 For alternative betydninger, se Gorch Fock. (Se også artikler, som begynder med Gorch Fock)
Skoleskibet Gorch Fock (også: Gorch Fock II) blev bygget i 1958. Skibet er underlagt Marineskole Mørvig i Flensborg-Mørvig (komandohavn). Hjemhavnen er Kiel.